# 人口中心 (加拿大)
在加拿大统计局的人口普查中，人口中心（population centre）指一个人口稠密的地区或邻近区域，满足城市地区的人口特征：人口至少有1000人，人口密度不低于每平方公里400人。

加拿大统计局首次在加拿大2011年人口普查中引入人口中心术语。在此之前，使用的术语为“城市地区”（urban area）。

## 历史
加拿大统计局在2011年人口普查数据中列出了942个人口中心。其中513个人口中心，位于安大略省或魁北克省这两个人口最多的省份，占加拿大所有人口中心的54％。